# 박현빈
박현빈(본명: 박지웅, 1982년 10월 18일 ~ )은 대한민국의 가수이다.

## 생애
박현빈은 박성원과 정성을(노래강사)의 차남으로 경상북도 예천군에서 태어났다. 어릴 적 어머니와 이모 정진향 등 외가 쪽으로부터 음악을 많이 접하였고 대학교 재학 시절 성악을 전공했다. 이후 대한민국 공군에 복무하였고 2006년에 성악과 전혀 다른 트로트에 도전장을 내밀면서 가수로 데뷔하였다.
박현빈은 데뷔와 동시에 장윤정과 같은 소속사에서 활동했고 '남자 장윤정'으로도 불리며 네티즌으로부터 많은 관심을 받았다. 2006년 4월에 첫 싱글 앨범을 발표하고 2006년 FIFA 월드컵 기간 동안 월드컵 버전 〈빠라빠빠〉로 활동하며 대규모 안무 팀과 꼭짓점 댄스를 접목한 춤으로 시선을 모았다. 2006년 7월부터 오리지널 버전을 위해 꼭짓점 댄스를 빼고 좀 더 남성적이고 강한 안무로 교체하여 활동했으며 몇 개월 후 정규 앨범을 발표하였다. 정규 앨범의 타이틀곡이었던 〈곤드레 만드레〉가 엄청난 히트를 치면서 국민들에게 널리 알려졌고 박현빈은 데뷔한 지 얼마되지 않아 모니터링 전문 사이트 차트코리아의 조사결과 9월 넷째 주 TV와 라디오 방송 횟수로 1위를 차지하였다. 또한 TV와 라디오는 물론 케이블방송까지 집계되는 전체가요순위에서는 138회를 기록, 트로트 가수로는 유일하게 20위권에 이름을 올렸다. 〈곤드레 만드레〉는 박현빈의 최고 히트곡으로도 불려도 손색이 없을 만큼 인기를 얻었고 주로 젊은 남성들이 각종 노래자랑에서 자주 부르는 곡으로 자리잡았다. 
2007년에 두번째 싱글 앨범 〈오빠만 믿어〉는 대한민국 제17대 대통령 선거 당시 로고송으로 시장을 독식하며 로고송의 절대강자로 부상하여 고공행진을 했다. 2008년에는 2집 앨범의 타이틀곡 《샤방샤방》으로 활동했다. 〈샤방샤방〉은 온라인 게임의 테마송으로 대중과 친분을 쌓은 후 총선기간 인기 로고송으로 사용되며 시선몰이를 시작했다. 박현빈은 결국 당초 온라인 게임의 배경 음악으로 사용하려던 계획을 수정해 본격적인 앨범 활동에 나서게 됐다.
2009년에는 세 번째 싱글 앨범의 수록곡 〈대찬인생〉을 발표하였는데 이 곡은 1997년 영화 《할렐루야》주제곡으로 당시에는 신철이 불렀지만 이것을 박현빈이 트로트 스타일로 재편곡하여 활동을 했다. 트로트 버전으로 탈바꿈한 박현빈의 〈대찬인생〉은 작곡가 윤일상이 재편곡했고 원곡을 불렀던 신철이 프로듀서를 비롯해 랩 피처링을 맡아 많은 화제를 모은 바 있다. 대한민국 제5회 지방선거에 박현빈의 〈앗! 뜨거〉가 선거 로고송 시장의 핫 아이콘으로 자리잡았다. 그리고 데뷔 후 처음으로 《박현빈의 전국 투어콘서트》를 개최했다. 
2011년에는 최근 트로트 가수 중에서 일본에 진출하였던 태진아, 오은주 다음으로 일본에 진출하여 자신의 곡 〈샤방샤방〉을 일본어로 번안시킨 곡으로 된 앨범을 제작해서 발매했고 새로운 트로트 한류 스타로서 본격적인 활동에 돌입했다. 일본에 진출해 일본 가요 차트에서도 상위권을 기록했다. 박현빈은 신세대 트로트 가수 중에서도 크게 성공한 가수로 손꼽히며 《곤드레 만드레》로 대중들에게 이름을 알린 뒤 꾸준히 히트곡을 양산하여 장윤정 이후 크게 성공한 트로트 가수로 꼽혔으며 트로트계 시장을 활성화시켰다.

## 학력
- 추계예술대학교 (성악과 / 학사)

## 데뷔
- 2006년 싱글 앨범 [빠라빠빠]

## 정규 앨범
| 번호 | 음반 정보                                 | 트랙 리스트 |
| ---- | ----------------------------------------- | --- |
| 1    | 《박현빈 1집》 - 발매일 : 2006년 8월 8일  | 1. 곤드레 만드레 2. 빠라빠빠 3. 아름다운 약속 4. 미안해요 5. 댄싱퀸 6. 너의 곁으로 7. 남자도 운다 8. 구애 9. 미소로만 웃는 여자 10. 짬뽕 11. 곤드레 만드레 (Remix) 12. 곤드레 만드레 (MR) |
| 2    | 《박현빈 2집》 - 발매일 : 2008년 7월 22일 | 1. 샤방샤방 2. 오빠만 믿어 3. 엄마는 몰라요 (엄마맘보) 4. 끓는다 끓어 5. 모래시계 6. 땡겨 7. 두근두근 8. 돌아버리지 9. 헤벌레 10. 남자이니깐 11. 샤방샤방 (Remix) 12. 샤방샤방 (MR)       |

### 드라마 OST
- 2009년 KBS 주말연속극 《수상한 삼형제》 OST ... "이 여자야"

## 출연작

### 방송
- 2006년~2009년 《가족오락관》 (KBS1)
- 2010년 《태극기 휘날리며》 (SBS)
- 2014년 《트로트 엑스》 (Mnet)
- 2014년 《투맹쇼 - 느영나영 제주넘기》 (KBS1)
- 2017년 《맘대로 가자》 (TV조선)
- 2020년 《내일은 미스터트롯》 (TV조선)
- 2020년~현재 《슈퍼맨이 돌아왔다》 (KBS2)
- 2020년 《퀴즈 위의 아이돌》 (KBS2)
- 2021년 《전국 TOP 10 가요쇼》 (G1)
- 2023년 《구해줘! 홈즈》 (MBC)

### 영화
- 2014년 《황구》 - 가수 역
- 2023년 《좋.댓.구》 - 트로트 가수 역 (특별출연)

### 기타
- 2010년 미스터팡 - 《누나 한잔해》 뮤직비디오 출연

## 수상
- 2020년 제1회 트롯어워즈 트롯100년 남자 베스트 가수상
- 2015년 제6회 대한민국 대중문화예술상 문화체육부장관 표창
- 2012년 제26회 일본 골드디스크상 베스트 엔카 가요곡 뉴아티스트상
- 2012년 제11회 대한민국 전통가요대상 남자 가수왕
- 2010년 제19회 하이원 서울가요대상 트로트상
- 2010년 제16회 대한민국 연예예술상 남자 성인가요 가수상
- 2009년 제17회 대한민국문화연예대상 성인가요부문 10대 가수상
- 2009년 제18회 하이원 서울가요대상 성인가요상
- 2008년 제8회 한국전통가요대상 남자 가수왕
- 2008년 제15회 대한민국연예예술상 성인가요가수상
- 2008년 제17회 서울가요대상 성인가요상
- 2007년 제7회 한국전통가요 가수왕
- 2006년 대한민국트로트가요대상 올해의 가수상
- 2006년 제16회 서울가요대상 성인가요부문 본상
- 2006년 제6회 대한민국 전통가요 신인상

## 가족 관계
- 아버지 : 박성원
- 어머니 : 정성을
- 이모 : 정진향
- 배우자 : 김주희[1] (1986년 ~ )
  - 아들 : 박하준 (2017년 5월 11일 ~ )
  - 딸 : 박하연 (2019년 11월 15일 ~ )
- 형 : 박지수
- 사촌 : 이윤지 (1984년 3월 15일 ~ )